# Операция «Пенициллин»

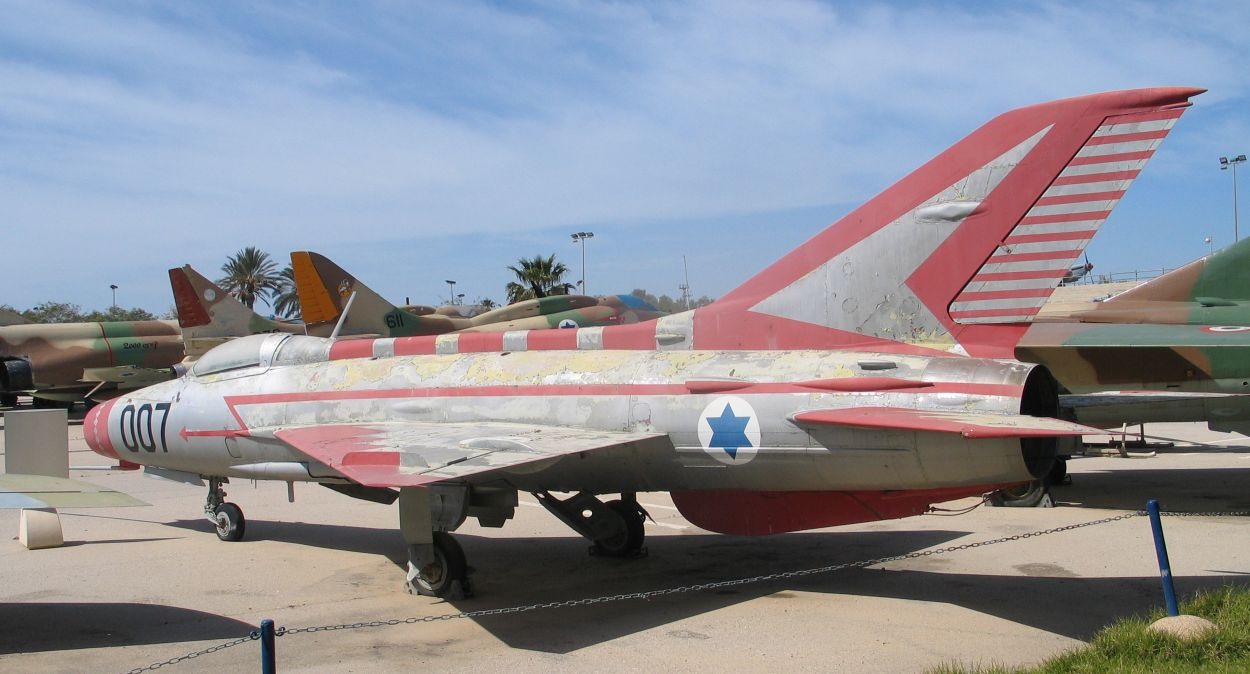
Самолёт МиГ-21, угнанный в Израиль иракским лётчиком Муниром Редфа

Операция «Пенициллин», также операция «Бриллиант» (ивр. מִבְצָע יַהֲלוֹם‎, англ. Operation Diamond) или «Синяя птица» (ивр. הציפור הכחולה‎) — осуществлённая в августе 1966 года операция «Моссада» по угону советского истребителя МиГ-21, являвшегося тогда новейшей и сверхсекретной моделью. Считается крупным успехом и важным событием в истории «Моссада».
В апреле 1965 года командующий израильскими ВВС генерал Эзер Вейцман обратился к шефу «Моссада» Меиру Амиту с просьбой рассмотреть возможность угона новейшего по тем временам самолёта МиГ-21. Надвигающаяся война была «не за горами».
С 1961 года Москва начала поставлять МиГ-21 арабским странам. К 1963 году истребители этого типа входили в состав воздушных сил Сирии, Египта и Ирака. Израиль уже предпринимал неоднократные попытки обзавестись новейшей машиной, но они не привели к желаемому результату.
Аналитики в Моссаде пришли к выводу, что ставку надо сделать на лётчика-немусульманина.
Первоначально предпринимались попытки завербовать египетских лётчиков, но успеха они не принесли: один лётчик сдал агента, другой перелетел, но на учебно-тренировочном самолёте, а не на МиГ-21. Вслед за тем на связь с израильским посольством в Париже через третье лицо вышел иракский еврей Иосиф Максур (по другим источникам — Иосиф Шамаш) — слуга в семье христиан-ассирийцев Редфа. Один из членов этой семьи — тридцатидвухлетний Мунир Редфа — был одним из лучших лётчиков иракских ВВС и пилотировал МиГ-21. Так как в это время в Ираке начались преследования христиан, семья Редфа стремилась покинуть страну, и это послужило, видимо, основным мотивом для Мунира. Ему было предложено 500 тысяч английских фунтов (более миллиона долларов) и израильское гражданство; Редфа потребовал вывоза из Ирака всей семьи. Условие было принято. Существует романтическая версия, что решающую роль в вербовке Редфа сыграла некая прекрасная американка; однако эта версия оспаривается. Незадолго до побега Редфа выехал в Европу, и из Рима был тайно доставлен в Израиль, где с ним обговорили все детали операции. В переписке между Редфа и «Моссадом» самолёт проходил под кодовым именем «бриллиант», откуда и название операции.
Проблема с вывозом всех родственников решалась параллельно: сначала в Швейцарию перебрался дядя лётчика, туда же на счёт в банке было переправлено 250 000 английских фунтов. Затем, через Тегеран перебралась в Израиль жена с двумя сыновьями пилота — отправившись в день перелёта под предлогом летней жары в горы Курдистана, они были доставлены партизанами Мустафы Барзани на контролируемую повстанцами территорию и оттуда вертолётом вывезены в Иран.
15 августа (по другим сведениям, 16 августа) 1966 года Мунир Редфа перелетел из Ирака в Израиль на самолёте МиГ-21. За угон он получил 500 000 английских фунтов. Затем работал лётчиком в нефтяной авиакомпании, в 1969 году перебрался в одну из стран Западной Европы, где и умер в 1998 году.
Самолёт подвергся в Израиле лётным испытаниям, а затем был переправлен в Соединённые Штаты для дальнейших исследований в Зоне 51. Впоследствии самолёт был возвращён Израилю, где он сейчас выставлен в музее ВВС Израиля (на фото выше). Знакомство с лётно-тактическими характеристиками самолёта оказало Израилю большую помощь в ходе Шестидневной войны.

## Комментарии
1. ↑  Словам «יַהֲלוֹם» и «diamond» — названиям операции в источниках на иврите и английском языке — более точно соответствует русское «алмаз».